# Nidorellia armata
Nidorellia armata  (лат.) — крупная морская звезда из семейства Oreasteridae. Живёт в восточной части Тихого океана от Калифорнии до Перу и Галапагосских островов.

## Описание
Диаметр тела составляет до 23 см. Лучи короткие, имеют широкое основание и острые концы. Окраска тела кремового цвета с коричневыми полосами от центра диска к вершинам лучей и вдоль основания лучей, а также пятнами между лучей. На верхней части тела имеются короткие, сильные шипы.

## Образ жизни
Звёзды живут на скалистом, поросшем водорослями дне на глубине от 5 до 70 м. Они питаются донными беспозвоночными и водорослями. Nidorellia armata является хозяином для комменсальной креветки Periclimenes soror.